# Strade di fuoco (singolo)
Strade di fuoco è un singolo della cantante italiana Loredana Bertè, pubblicato nel 2006 come unico estratto dall'album Babybertè.

## Classifiche
| Classifica (2006) | Posizione massima |
| ----------------- | ----------------- |
| Italia            | 3                 |